# Campionati europei di atletica leggera indoor 2015 - Salto in alto femminile

## Podio
| Pos.    | Atleta          | Nazionalità | Misura |
| ------- | --------------- | ----------- | ------ |
| Oro     | Mariya Kuchina  | Russia      | 1,97 m |
| Argento | Alessia Trost   | Italia      | 1,97 m |
| Bronzo  | Kamila Lićwinko | Polonia     | 1,94 m |

## Record
Prima di questa competizione, il record del mondo (RM), il record europeo (EU) ed il record dei campionati (RC) sono i seguenti:
| Record                | Prestazione | Atleta                 | Data                                 | Competizione        |
| --------------------- | ----------- | ---------------------- | ------------------------------------ | ------------------- |
| Record mondiale       | 2,08 m      | Kajsa Bergqvist Svezia | 4 febbraio 2006 Arnstadt, Germania   |                     |
| Record europeo        | 2,08 m      | Kajsa Bergqvist Svezia | 4 febbraio 2006 Arnstadt, Germania   |                     |
| Record dei campionati | 2,05 m      | Tia Hellebaut Belgio   | 3 marzo 2007 Birmingham, Regno Unito | Europei indoor 2007 |

## Programma
| Data         | Ora   | Turno          |
| ------------ | ----- | -------------- |
| 6 marzo 2015 | 16:05 | Qualificazioni |
| 7 marzo 2015 | 16:30 | Finale         |

## Risultati

### Qualificazioni
La qualificazione si è tenuta venerdì 6 marzo a partire dalle 16:05. Accedono alla finale le atlete che ottengono la misura di 1,94 metri (Q) o le prime 8 migliori misure (q).
| Pos. | Nome                    | Nazione     | 1,72 | 1,77 | 1,82 | 1,87 | 1,91 | 1,94 | Misura | Note                                     |
| ---- | ----------------------- | ----------- | ---- | ---- | ---- | ---- | ---- | ---- | ------ | ---------------------------------------- |
| 1    | Justyna Kasprzycka      | Polonia     | -    | -    | o    | o    | o    | o    | 1,94 m | Q                                        |
| 2    | Ruth Beitia             | Spagna      | -    | -    | o    | xo   | o    | o    | 1,94 m | Q                                        |
| 2    | Mariya Kuchina          | Russia      | o    | -    | xo   | o    | o    | o    | 1,94 m | Q                                        |
| 2    | Alessia Trost           | Italia      | -    | o    | o    | o    | xo   | o    | 1,94 m | Q                                        |
| 5    | Kamila Lićwinko         | Polonia     | -    | -    | -    | o    | o    | xo   | 1,94 m | Q                                        |
| 5    | Airinė Palšytė          | Lituania    | -    | -    | o    | o    | o    | xo   | 1,94 m | Q                                        |
| 5    | Venelina Veneva-Mateeva | Bulgaria    | -    | o    | o    | o    | o    | xo   | 1,94 m | Q =                                      |
| 8    | Michaela Hrubá          | Rep. Ceca   | -    | o    | o    | o    | o    | xxx  | 1,91 m | q                                        |
| 8    | Barbara Szabó           | Ungheria    | -    | -    | o    | o    | o    | xxx  | 1,91 m | q                                        |
| 10   | Iryna Herashchenko      | Ucraina     | -    | -    | xo   | o    | xo   | xxx  | 1,91 m | Miglior prestazione personale stagionale |
| 11   | Urszula Gardzielewska   | Polonia     | -    | -    | o    | o    | xxx  |      | 1,87 m |                                          |
| 11   | Katarina Mögenburg      | Norvegia    | o    | o    | o    | o    | xxx  |      | 1,87 m |                                          |
| 13   | Mirela Demireva         | Bulgaria    | o    | o    | xo   | o    | xxx  |      | 1,87 m |                                          |
| 14   | Oldřiška Marešová       | Rep. Ceca   | o    | o    | o    | xo   | xxx  |      | 1,87 m |                                          |
| 15   | Ma'ayan Shahaf          | Israele     | -    | o    | o    | xxo  | xxx  |      | 1,87 m | Miglior prestazione personale stagionale |
| 16   | Sofie Skoog             | Svezia      | o    | o    | xxo  | xxo  | xxx  |      | 1,87 m | =                                        |
| 17   | Isobel Pooley           | Regno Unito | -    | o    | o    | xxx  |      |      | 1,82 m |                                          |
| 18   | Grete Udras             | Estonia     | -    | xo   | xo   | xxx  |      |      | 1,82 m |                                          |
| 19   | Daniela Stanciu         | Romania     | -    | o    | xxo  | xxx  |      |      | 1,82 m |                                          |
| 20   | Marija Vukovic          | Montenegro  | o    | o    | xxx  |      |      |      | 1,77 m |                                          |
| 21   | Madara Onužāne          | Lettonia    | o    | xo   | xxx  |      |      |      | 1,77 m |                                          |
| 22   | Valentina Liashenko     | Georgia     | xo   | xxx  |      |      |      |      | 1,72 m |                                          |

### Finale
La finale ha avuto inizio alle 16:30 di sabato 7 marzo.

Alessia Trost e Mariya Kuchina hanno raggiunto la misura di 1,99 m, ma entrambe non hanno superato l'asticella. Si è dunque passati allo spareggio, che ha sancito la vittoria di Mariya Kuchina dopo altri due salti: uno con l'asticella a 1,99 m, rimasta ancora invalicata da entrambe le atlete, e uno a 1,97 m, misura superata dall'atleta russa, ma non dall'italiana.
| Pos.    | Nome                    | Nazione   | 1,80 | 1,85 | 1,90 | 1,94 | 1,97 | 1,99 | 1,99 | 1,97 | Misura | Note                                     |
| ------- | ----------------------- | --------- | ---- | ---- | ---- | ---- | ---- | ---- | ---- | ---- | ------ | ---------------------------------------- |
| Oro     | Mariya Kuchina          | Russia    | -    | o    | o    | o    | xxo  | xxx  | x    | o    | 1,97 m |                                          |
| Argento | Alessia Trost           | Italia    | o    | o    | o    | o    | xxo  | xxx  | x    | x    | 1,97 m | Miglior prestazione personale stagionale |
| Bronzo  | Kamila Lićwinko         | Polonia   | -    | o    | o    | o    | xxx  |      |      |      | 1,94 m |                                          |
| 4       | Airinė Palšytė          | Lituania  | o    | o    | o    | xo   | xxx  |      |      |      | 1,94 m |                                          |
| 5       | Ruth Beitia             | Spagna    | -    | xo   | xo   | xo   | xxx  |      |      |      | 1,94 m |                                          |
| 6       | Justyna Kasprzycka      | Polonia   | o    | o    | o    | xxo  | xxx  |      |      |      | 1,94 m | =                                        |
| 7       | Venelina Veneva-Mateeva | Bulgaria  | o    | o    | xxo  | xxx  |      |      |      |      | 1,90 m |                                          |
| 8       | Barbara Szabó           | Ungheria  | o    | o    | xxx  |      |      |      |      |      | 1,85 m |                                          |
| 8       | Michaela Hrubá          | Rep. Ceca | o    | o    | xxx  |      |      |      |      |      | 1,85 m |                                          |